# Эрнандес, Хорхе (футболист, 1988)
Хорхе Эрнандес Гонсалес (исп. Jorge Hernández González; 22 февраля 1988, Гвадалахара, Мексика) — мексиканский футболист, опорный полузащитник. Выступал в сборной Мексики.

## Клубная карьера
Эрнандес воспитанник клуба «Атлас» из своего родного города. После триумфального юношеского чемпионата мира в Перу он переехал в «Барселону» и некоторое время провёл в академии каталонского клуба. В 2007 году Хорхе вернулся в «Атлас». 4 августа в матче против «Толуки» он дебютировал в мексиканской Примере. Летом 2009 года на правах аренды Эрнандес перешёл в «Монаркас Морелия». 3 августа в поединке против «Америки» он дебютировал за новую команду. В 2010 году Хорхе перешёл в клуб Лиги Ассенсо «Веракрус». Сумма трансфера составила 1,5 млн долларов. 18 июля в матче против «Лобос БУАП» он дебютировал за новую команду.
По окончании сезона Эрнандес покинул Веракрус и перешёл в «Атланте». 9 января 2011 года в матче против «Сантос Лагуна» он дебютировал за новую команду. В 2012 году Хорхе перешёл на правах аренды в новичка высшей лиги клуб «Тихуана». 21 июля в матче против «Пуэблы» он дебютировал за новую команду. В первом сезоне Эрнандес помог клубу впервые в истории выиграть чемпионат Мексики. После окончания срока аренды он вернулся в Канкун, но вскоре перешёл в коста-риканский «Сантос де Гуапилес». 23 августа 2014 года в матче против «Кармелиты» Хорхе дебютировал в чемпионате Коста-Рики.
В начале 2015 года Эрнандес вернулся на родину, подписав контракт с «Леонес Негрос». 1 марта в матче против столичной «Америки» он дебютировал за новую команду.

## Международная карьера
В 2007 году в составе юношеской сборной Мексики Эрнандес выиграл юношеский чемпионат мира в Перу.
22 августа 2007 года в товарищеском матче против сборной Колумбии Хорхе дебютировал за сборную Мексики.

## Достижения
Командные
 «Тихуана»
- Чемпионат Мексики — Апертура 2013

 Мексика (до 17)
- Чемпионат мира среди юношеских команд — 2005